# Bujan

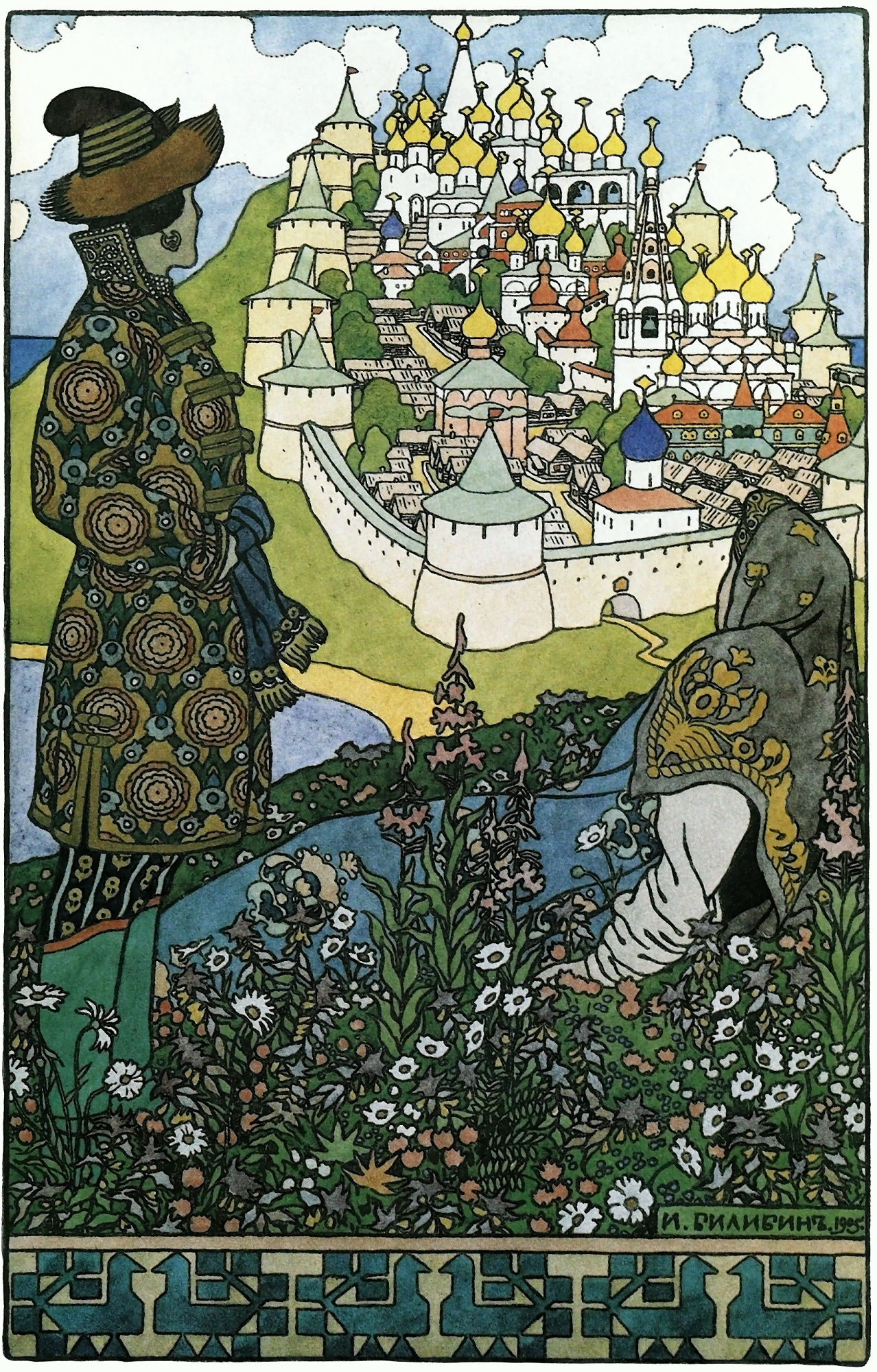
Ostrov Bujan od Ivana Bilibina

Bujan (rusky Буя́н) je ostrov z ruských pohádek a zaklínadel, často místo kde hrdina nalézá kouzelné předměty potřebné k poražení svého protivníka.
Bujan se objevuje například v pohádkách o Kostějovi, v kterých je na dubu na tomto ostrově uložena Kostějova smrtelnost. Ve všeobecnou známost Bujan vstoupil díky Puškinově Pohádce o caru Saltánovi kde je ztotožněn s ostrovem Chortycja na Dněpru. Bujan je zmiňován také v ruských zaklínadlech jako místo kde se nachází kouzelný kámen Alatyr a je umísťován na daleký východ či „za moře a hory“. Na Bujanu má také sídlit severní, východní a západní vítr, služebníci Slunce, které podle některých zdrojů na ostrově sídlí také, stejně jako jeho dcery: jitřní a večerní Zora. Podle jiných zdrojů je Bujan tiché podzemní město kde v poklidu prodlévají mrtví. Dub do kterého zapadá a znovu se z něj rodí Slunce může být ruskou formou světového stromu.
Podle Alexandra Afanasjeva je Bujan odvozen z představy ráje či podsvětí, podle Artura Kowalika je zase první zemí která se vynořila z vod po stvoření světa. Někteří badatelé se pokoušeli nalézt reálný přeobraz tohoto pohádkového ostrova, Michail Boltenko za něj považoval černomořský ostrov Berezaň, Georgij Vilinbahov na základě jazykové podobnosti zase baltskou Rujánu. Etymologie slova Bujan je nejasná, je například odvozována z *bujanъ „růst“ či výrazu pro kopec nebo horu.

## Odkaz
- Jméno Bujan získal neobydlený ostrov v souostroví Severní země.
- Bujan je třída dělových člunů ruského námořnictva známá také jako Projekt 21630
- Bujan je ostrov v Ligeia Mare na Saturnově měsíci Titan.
- V románu Nesmrtelný Catherynne M. Valenteové je Bujan „Zemí života“ a sídlem Kostěje Nesmrtelného.